# Ivan VI de Rússia
Ivan VI Antonóvitx (Sant Petersburg, 1740-Schlüsselburg, 1764) fou breument tsar de Rússia (1740-1741). Net d'Ivan V de Rússia. El seu pare era el príncep Antoni de Brunswick-Wolfenbüttel i la seva mare la princesa i duquessa Anna Leopóldovna del Ducat de Mecklenburg-Schwerin.

## Tsar de Rúsia
La seva bestia i Emperadriu, Anna Ivanovna de Rússia, el va adoptar quan només tenia 8 setmanes, i el va declarar successor el 5 d'octubre de 1740. Quan Anna va morir (un 28 d'octubre de 1740 en el Calendari Gregorià) Ivan va ser proclamat Emperador, i l'endemà Ernst Johann von Biron, Duc de Curlàndia, va ocupar el càrrec de regent. A la caiguda de Biron (8 de novembre de 1741) la regència va passar a la mare del nen, però el vice-canceller, Andrei Osterman, dirigí el govern.

## La caiguda del tron i l'empresonament
Tretze mesos després, un cop d'estat va dur a Elisabet I al tron, el 6 de desembre de 1741. Ivan i la seva família van ser empresonats al castell de Dünamünde el 13 de desembre de l'any següent, després d'una detenció a Riga, on la nova Emperadriu havia decidit primer enviar-los a Brunsvic. Al juny de 1744 el van dur a Kholmogory, prop del Mar Blanc, on Ivan, aïllat de la seva família, va passar els següents dotze anys. Alguns rumors asseguren que va ser transferit en secret a la fortalesa de Schlüsselburg (1756) on era protegit i curat més rigorosament. El comandant deia que no coneixien la identitat del presoner. Quan Pere III va prendre el tron, la condició del presoner va semblar millorar, però Pere va morir unes setmanes més tard.

## Mort
El 1762 fou coronada com a Emperadriu de Rússia Caterina II i foren donades ordres més rigoroses a l'oficial responsable de l'"anònim". Davant de qualsevol temptativa d'alliberar-se, el pres hauria de ser afusellat. Sota cap circumstància podria ser lliurat viu en mans d'algú. Però a aquestes altures vint anys de presó havien afectat el seu equilibri mental. No obstant això, a pesar del misteri que l'envoltava, era conscient del seu origen imperial, i sempre es deia Gosudar (el sobirà). A pesar que havien donat ordres per a mantenir-lo ignorat, li permetien llegir cartes i la seva bíblia. Tampoc la seva residència a Schlüsselburg podria romandre oculta per a sempre, i el seu descobriment seria la causa de la seva ruïna. Un sotstinent, Vassili Miróvitx, va esbrinar qui era, i va idear un pla per a alliberar-lo i proclamar-lo Emperador. En la mitjanit el 5 de juliol de 1764, Mirovitx va persuadir a un sector de la guarnició, va detenir al comandant, Berednikov, i va exigir el lliurament d'Ivan. Els seus carcellers finalment el van assassinar.